# Hani ben Brik
Hani ben Brik, né en 1973 à Aden, est un homme politique yéménite.

## Biographie
Il est né en 1973 à Aden.
Il est depuis 2017, le vice-président du Conseil de transition du Sud. Il est également le chef de la Ceinture de sécurité.
Selon Franck Mermier, directeur de recherche au CNRS : « C’est un dirigeant salafiste, hostile à l’islam politique, dans la droite ligne de la position émiratie. Sa milice contrôle Aden d’une main de fer ».